# Violetta Koseska-Toszewa
Violetta Koseska-Toszewa (ur. 13 grudnia 1940 w Sofii, zm. 5 sierpnia 2017 w Warszawie) – polska językoznawczyni bułgarskiego pochodzenia, slawistka, astrolog.

## Życiorys
Urodziła się w Sofii i tam studiowała rusycystykę; od 1970 była pracownikiem Instytutu Slawistyki Polskiej Akademii Nauk. W latach 1976–1991 kierowała w nim Pracownią Języków Południowo-Słowianskich, od 1991 pracownią Semantyki. Była członkiem Polskiego Towarzystwa Językoznawczego i członkiem honorowym IBE Bułgarskiej Akademii Nauk. Należała do komitetów redakcyjnych Studiów z Filologii Polskiej i Słowiańskiej, Slavia Meridionalis, Slavicy, Językowych studiów bałkanistycznych. Była redaktorem naczelnym Etudes cognitives i naukowym Semantyki i konfrontacji językowej. W 2016 Bułgarska Akademia Nauk nadała jej tytuł doktora honoris causa.
Jej pierwszym mężem był historyk Adam Koseski, a drugim informatyk Antoni Mazurkiewicz.

## Twórczość pod pseudonimem
Zajmowała się astrologią, używając pseudonimu David Harklay. Pod tym pseudonimem opublikowała między innymi książki: Astrologia, Miłość i Przeznaczenie (2011), Horoskop na rok 2007. Sekrety zodiaku (2006), Miłość i astrologia, Miłość i Przeznaczenie (2011), Miłość i reinkarnacja (2012), Miłość rodzi się wśród gwiazd. Horoskop miłosny (2011) oraz Horoskop na rok 2017. Sekrety zodiaku (2016). W swoich analizach opierała się na obserwacjach psychologicznych i statystyce.

## Pozostała twórczość
Profesor Koseska-Toszewa jest autorką i współautorką 500 specjalistycznych artykułów i książek.
Dodatkowo tłumaczyła książki dla dzieci. Wśród nich znalazły się: Łyczezara Stanczewa Zajączek i gumowy kogucik (1982), Śmiały niedźwiadek (1985), Emiliana Stanewa Łakomy niedźwiadek (1983), Swetosława Minkowa Bańki mydlane (1983), Król Bezsenek (1986), Symeona Sawowa Sukienka Halinki (1985), Bistry Donewej Żyrafa Tomi kończy pięć lat (1985), Petyra Bobewa Legenda o złotowłosym jeźdźcu (1979).

## Odznaczenia
- 1979 – medal 100 lat Bułgarskiej Akademii Nauk Marin Drinov[6]
- 2002 – Złota Odznaka im. Marina Drinova ze wstęgą – najwyższe odznaczenie Bułgarskiej Akademii Nauk[6]
- Krzyż Kawalerski Orderu Odrodzenia Polski[11]
- Krzyż Oficerski Orderu Odrodzenia Polski[11]
- Złota Odznaka Instytutu Języka Bułgarskiego im. Profesora Lubomira Andrejczina[11]